# Le Temps (París)
Le Temps (pronunciación en francés: /lə tɑ̃/: [lə tɑ̃], El Tiempo) fue uno de los diarios más importantes editados en París. Se publicó entre el 25 de abril de 1861 y el 30 de noviembre de 1942.
Fundado en 1861 por Edmund Chojecki (que firmaba con el seudónimo de «Charles Edmond») y por Auguste Nefftzer, Le Temps estuvo bajo la dirección de Nefftzer durante diez años. El cargo fue asumido a continuación por Adrien Hébrard, quien durante casi 45 años dirigió el diario con mano de hierro hasta su muerte en 1914, siendo sucedido por sus hijos Émile (1914), y Adrien Jr. (1925); y posteriormente por Louis Mills (1929). Poco después de la muerte de Mills en 1931, Le Temps se convirtió en una compañía limitada pública.
Adrien Hébrard y sus sucesores dejaron libertad sustancial al equipo de redactores, y el diario tenía la reputación de mantener a sus periodistas durante largo tiempo. Le Temps siempre fue un periódico políticamente moderado. La primera época del diario reflejó la filosofía liberal de Nefftzer, lo que supuso considerables problemas para conseguir lectores. Frecuentemente, tuvo que recurrir a sus amigos en Alsacia, capaces de contribuir al soporte financiero de Le Temps. 
Aun así, su difusión continuó creciendo, pasando a duras penas de 3.000 ejemplares en 1861, a 11.000 en 1869, 22.000 en 1880, 30.000 en 1884, y 35.000 en 1904. Durante el período de entreguerras varió entre 50.000 y 80.000. A pesar de esta circulación relativamente modesta, Le Temps pronto se convirtió en el diario más influyente de la Tercera República Francesa, particularmente entre la élite política y económica francesa. La información política y diplomática y los comentarios incluidos en este diario de calidad, «serios hasta el límite del aburrimiento», también le reportaron considerable influencia en otros lugares de Europa.
La lista de periodistas y corresponsales más populares del diario incluye a Georges Bruni, y Adolphe Cohn en los Estados Unidos. 
La edición de París de Le Temps fue suspendida durante la Comuna de París entre el 7 y el 19 de mayo de 1871. Por el contrario, la edición de St. Germain se mantuvo sin interrupciones durante ochenta y un años.
El 28 de noviembre de 1942, tras la invasión alemana de la Zona Libre, Jacques Chastenet y Émile Mireaux, los dos codirectores de Le Temps, abandonaron el diario. A petición de Charles de Gaulle, fundaron el diario Le Monde el 19 de diciembre de 1944 para reemplazar a Le Temps como diario de referencia, tomando prestado el diseño y la tipografía de Le Temps para el nuevo periódico.